# HMS L10
Pour les articles homonymes, voir L10.
Le HMS L10 est un sous-marin britannique de classe L construit pour la Royal Navy pendant la Première Guerre mondiale. Il a été coulé en 1918 par des destroyers allemands.

## Conception
Le HMS L9 et les navires de classe L qui l’ont suivi avaient été agrandis pour recevoir des tubes lance-torpilles de 21 pouces (533 mm) et davantage de carburant. Le sous-marin avait une longueur totale de 70,4 m, un maître-bau de 7,2 m et un tirant d'eau moyen de 4 m. Ces sous-marins avaient un déplacement de 905 tonnes en surface, et 1 091 tonnes en immersion. Ils avaient un équipage de 38 officiers et matelots.
Pour la navigation en surface, ces navires étaient propulsés par deux moteurs diesel Vickers à 12 cylindres de 1 200 ch (895 kW), chacun entraînant un arbre d'hélice. En immersion, chaque hélice était entraînée par un moteur électriques de 600 ch (447 kW). Ils pouvaient atteindre la vitesse de 17 nœuds (31 km/h) en surface et 10,5 nœuds (19,4 km/h) sous l’eau. En surface, la classe L avait un rayon d'action de 3 200 milles marins (5 900 km) à 10 nœuds (19 km/h).
Les navires étaient armés de quatre tubes lance-torpilles de 21 pouces à l’avant et de deux tubes de 18 pouces (457 mm) sur des supports latéraux. Ils transportaient quatre torpilles de recharge pour les tubes de 21 pouces, pour un total de dix torpilles de toutes tailles. Ils étaient également armés d’un canon de pont de 4 pouces (102 mm).

## Engagements
Le HMS L10 a été construit à Dumbarton par William Denny and Brothers. Il a été affecté pour servir en mer du Nord contre les unités allemandes de surface qui s’efforçaient de mouiller des mines dans les eaux britanniques. Son plus grand succès conduit à sa destruction : le matin du 3 octobre 1918, en service depuis un peu moins de quatre mois, le L10 fait surface dans la baie de Heligoland avec la mission d’intercepter un groupe de raiders allemands. Ce groupe, composé des destroyers S34, S33, V28 et V79, avait été retardé dans la baie parce que le S34 avait fait exploser une mine. Les autres destroyers étaient regroupés autour de leur camarade endommagé, et il était donc facile pour le commandant du L10, Alfred Edward Whitehouse de se faufiler en position de tir et de mettre une torpille au but dans le S33, qui a commencé à couler. Cependant, alors qu’il tirait, le L10 est soudainement remonté à la surface et a été vu instantanément par les V28, S33, S60 et V79. Bien qu’il ait fait demi-tour et tenté de fuir, le L10 n’était pas assez rapide pour échapper à ses poursuivants. Il a rapidement été rattrapé et coulé à 11 heures 03 avec tout son équipage. Le S33 a dû être achevé par une torpille tirée par le S52. Le L10 fut le seul navire de classe L à être perdu pendant la Première Guerre mondiale.

## Découverte
Le 5 mars 2020, il a été annoncé que l’épave du L10 avait été retrouvée près de l’île de Terschelling. La découverte a été faite par la société danoise JD-Contractor, qui était à la recherche du sous-marin polonais ORP Orzeł.